# TT236
La tombe thébaine TT 236 est située à Dra Abou el-Naga, dans la nécropole thébaine, sur la rive ouest du Nil, face à Louxor en Égypte.
C'est la tombe d'un dénommé Hornakht, deuxième prophète d'Amon, surveillant du trésor d'Amon, durant la période ramesside.